# McKee (Oregon)
McKee az Amerikai Egyesült Államok északnyugati részén, Oregon állam Marion megyéjében elhelyezkedő önkormányzat nélküli település.
Az 1888. március 12-e és 1924 júniusa között működő posta első vezetője Daniel McKee volt.

## Fordítás
- Ez a szócikk részben vagy egészben  a   McKee, Oregon című angol Wikipédia-szócikk ezen változatának fordításán alapul.  Az eredeti cikk szerkesztőit annak laptörténete sorolja fel. Ez a jelzés csupán a megfogalmazás eredetét és a szerzői jogokat jelzi, nem szolgál a cikkben szereplő információk forrásmegjelöléseként.